# Aurélien Gabrielli
Pour les articles homonymes, voir Gabrielli (homonymie).
Aurélien Gabrielli est un acteur de cinéma, de télévision et de théâtre français. Il a également réalisé et produit un court métrage en 2020 intitulé La Fuite.

## Biographie
Aurélien Gabrielli a été formé par Bruno Blairet au Cours Florent, une école privée de théâtre à Paris, avant d'être formé par Michel Fau au Conservatoire national supérieur d'art dramatique, dont il est sorti diplômé en 2015.
Après avoir participé à plusieurs productions théâtrales, notamment aux côtés de Michel Bouquet et Michel Fau dans Tartuffe, Gabrielli obtient le rôle principal dans le film de Tommy Weber Quand je ne dors pas (2015). Il y joue le rôle d'Antoine, 20 ans, qui décide, un soir d'hiver à Paris, de prendre le premier train du matin pour voir la mer. Comme il n'a pas assez d'argent pour acheter le billet, il passe la nuit à essayer de le réunir d'une manière ou d'une autre. Pour ce rôle, Gabrielli a été présélectionné en 2017 dans la catégorie meilleur espoir masculin pour les Césars.
Dans le drame romantique Le Monde après nous de Louda Ben Salah-Cazanas, dont la première aura lieu en juin 2021 dans le cadre de la Berlinale, il joue le rôle principal de Labidi. Pour ce rôle, Gabrielli a été désigné par l'Académie des César comme l'un des 31 Révélations 2023, nouveaux visages du cinéma français apparus en 2022.

## Filmographie

### Acteur de cinéma
- 2015 : Quand je ne dors pas de Tommy Weber : Antoine
- 2016 : Sensommer (no) de Henrik Martin Dahlsbakken (no) : Pierrot
- 2017 : Une vie violente de Thierry de Peretti : l'ami de Paris
- 2018 : Daniel fait face de Marine Atlan : Aurélien
- 2020 : Les Mauvais Garçons d'Élie Girard : Cyprien (moyen métrage)
- 2021 : Le Monde après nous de Louda Ben Salah-Cazanas : Labidi El Morchedi
- 2022 : Fratè de Karole Rocher et Barbara Biancardini : Laurent
- 2023 : Marinaleda de Louis Séguin
- 2023 : Voleuses de Mélanie Laurent : le technicien clip
- 2025 : La Cache de Lionel Baier : Petit Oncle
- 2025 : Aux jours qui viennent de Nathalie Najem : Lazare

### Acteur de télévision
- 2017 : Pigeons et Dragons (série télévisée d'animation, 6 épisodes)
- 2018 : Over la nuit (série télévisée)
- 2025 : Plaine orientale (série télévisée)

### Acteur de radio
- 2024-2025 : La Chute de Lapinville d'Arte Radio

### Réalisateur et producteur
- 2020 : La Fuite (court métrage)